# Дриса (річка)
Дриса (біл. Дрыса) — річка в північній Білорусі на території Верхньодвінського та Россонського районів Вітебської області, права, третя за довжиною, після річок Межи (259 км) та Огре (188 км), притока Західної Двіни. Належить до водного басейну Балтійського моря.

## Назва
Назва балтійсько-фінського походження, утворена від основи driksne — «річка».

## Географія
Рівнинна річка, довжиною — 183 км, площа басейну — 6 420 км² (із них: близько 1 500 км² належить Росії і майже 5 000 км² — Білорусі). Витікає із озера Дриса (Дриси), протікаючи далі через ряд озер (Острівці, Синьша, Буза). Площа озер близько 5% площі водозбору. Водозбір переважно в межах Полоцької низовини. Витрата води у гирлі — 40-45 м³/с. Річище звивисте, шириною 25-45 м. Долина річки сильно заболочена, шириною 200–500 метрів. Ширина заплави — 100–500 метрів.
Гідрологічні спостереження на річці ведуться із 1913 року.
Весняна повінь починається в кінці березня, триває близько 60 днів. Літньо-осінній межень близько 140 днів. Замерзає в кінці грудня, льодохід починається в кінці березня — початку квітня. Весняний льодохід у верхів'ї триває 8 днів, у пониззі — 2 дні. Біля села Дерновичі Верхньодвінського району (61 км вгору від гирла) найбільша витрата води 279 м³/с була у 1962 році, найменша — 6,34 м³/с у 1972 році..

## Притоки
Річка Дриса приймає кілька десятків різноманітних приток. Найбільші із них (від витоку до гирла):
| Назва притоки | Довжина,(км) | Площа водозбірного басейну,(км²) | Відстань від гирла Дриси,(км) | Витрата води,(м³/с) |
| ліві притоки  | ліві притоки | ліві притоки                     | ліві притоки                  | ліві притоки        |
| ------------- | ------------ | -------------------------------- | ----------------------------- | ------------------- |
| Щеперня       | ~20          | .                                | .                             | .                   |
| Дохнарка      | ~18          | .                                | .                             | .                   |
| Званиця       | 16           | 52                               | .                             | .                   |
| праві притоки |              |                                  |                               |                     |
| Нещерда       | 21           | 365                              | .                             | .                   |
| Нища          | 85           | 1 380                            | .                             | 9,7                 |
| Свольна       | 99           | 1 510                            | .                             | 11,7                |

Загальна довжина річкової системи становить 3 440 км, густота річкової мережі — 0,53 км/км².

## Населенні пункти
Найбільші населені пункти (від витоку до гирла): Бухово, Слобода, Краснопілля, Янковичі, Дерновичі, Борковичі, Волинці, Тясти. У самому гирлі Дриси розташоване місто Верхньодвінськ.